# Port-Gentil
Port-Gentil o Mandji, es la segunda ciudad más grande de Gabón, y su puerto principal. Es el centro de las industrias petroleras y madereras de Gabón. Aunque se encuentra en la costa, el continente cercano es un área remota de bosques y no está conectado por la carretera con el resto de la nación. La ciudad se encuentra cerca del cabo López, el punto más occidental en Gabón. Según el censo del 2013, se estima un total de 136 462 habitantes.
La ciudad es reconocida como la capital de las industrias petrolíferas y madereras gabonesas. Aunque se trata de una ciudad costera, la tierra alrededor es un área forestal agreste que le impide su conexión por carretera con el resto del estado.

## Historia
En 1722 los piratas de Bartholomew Roberts se afrontaron a la Royal Navy en la bahía del cabo López. El capitán de los piratas, Roberts, fue muerto durante la batalla. Los piratas fueron derrotados. El asentamiento tiene su origen en la Isla Mandji, en el delta del río Ogooué, por los franceses, quienes firmaron un tratado con los Orungu en 1873 y fue utilizado como base para las expediciones hacia el interior.
El nombre lo recibe por el administrador colonial Emile Gentil en 1900. Tras la Primera Guerra Mundial, se convirtió en puerto de exportación maderera, aunque su despegue se debe a los descubrimientos de petróleo en el área por la petrolera Elf. Se estableció una refinería de petróleo de SOGARA en la década de 1960, con gas natural a partir de 1968.
En 1947 su población era de 4500 y de 21 000 en 1960.

## Turismo
La ciudad es conocida por sus hoteles y vida nocturna. Destacan el zoo, un casino, las playas, un campo de golf y la naturaleza en las zonas pantanosas cercanas. Las actividades acuáticas se pueden practicar en la playa de SOGARA, atrás de la zona industrial, que se encuentra alrededor del cabo López.

## Transportes
Port Gentil se encuentra técnicamente en una isla sin puente que la conecte con el continente y el limitado número de carreteras pavimentadas en la ciudad se encuentran en mal estado de conservación. Existe, sin embargo, un proyecto para construir una carretera que pueda conectar a la ciudad con el resto del país. En los últimos años, la carretera ha sido en construcción en los segmentos de Ozouri y las partes en la sábana Mpega. En Ozouri, la construcción de un puente ha empezado. El proyecto está desarrollado con la participación de compañías chinas. Hay un servicio de aeropuerto como principal canal de comunicación con el mundo. Los vuelos regulares operan desde el Aeropuerto Internacional de Port-Gentil. Existen vuelos chárter de las compañías aéreas a otros destinos.